# Sherif A. Hassan
Sherif Ali Hassan (* 9. Juli 1939 in Alexandria; † 7. April 2020) war ein ägyptisch-deutscher Agrarwissenschaftler insbesondere der Phytomedizin, er war wissenschaftlicher  Direktor für Biologischen Pflanzenschutz des Julius Kühn-Institutes in Darmstadt.

## Leben und Wirken
Nach seinem Bachelorstudium in Agrarwissenschaften an der Universität Alexandria wechselte Hassan an die Universität Edinburgh in Schottland und erwarb dort im Jahr 1964 das Diplom und im Jahr 1967 das Doktorat in Agrarwissenschaften. Seine Arbeitsgebiete waren die biologischen Regulationsfaktoren von Agrarschädlingen und die möglichen Nebenwirkungen von Pflanzenschutzmitteln auf Nützlinge. Dieser Thematik blieb er in seinem weiteren wissenschaftlichen Wirken und dem unmittelbaren Bezug zur Praxis treu. Im Jahre 1968 wechselte er zum Pflanzenschutzamt Stuttgart, wo er intensiv an der biologischen Bekämpfung von Gemüsefliegen arbeitete.
Die optimale Verbindung zwischen anspruchsvoller Wissenschaft und der Entwicklung praxisnaher Lösungen für den Pflanzenschutz eröffnete sich Hassan 1972 durch den Wechsel auf eine neu geschaffene Stelle am Institut für Biologischen Pflanzenschutz in Darmstadt. Hier konnte er die biologischen Fragestellungen bearbeiten die ihn mehr als 30 Jahre bis zu seinem Ruhestand (2004) beschäftigten.
Hassan hat mehr als 200 wissenschaftliche Publikationen verfasst, mehrere Bücher und Buchartikel geschrieben und auch als Herausgeber der von ihm initiierten Egg Parasitoid News gewirkt.

## Hauptforschungsgebiete
Hassan forschte und entwickelte erfolgreich zahlreiche Bekämpfungs-Verfahren mit Nützlingen im Anbau von Gemüse und Ackerkulturen. Die Entwicklung von Methoden zur Massenanzucht und Anwendung zahlreicher Nützlinge, wie der Florfliege (Chrysoperla carnea), verschiedenen Raubmilben und dem wichtigsten Parasitoiden der Weißen Fliege waren dabei von Interesse. Im Zentrum stand aber die Schlupfwespe Trichogramma, für die Hassan in intensivem Austausch mit internationalen Wissenschaftlerkollegen, den Pflanzenschutzdiensten und Nützlingsproduzenten den Durchbruch zu dem in Flächenkulturen wie Mais oder Zuckerrohr erfolgreichsten Nützling erlangte. Außerdem entwickelte er in enger Kooperation mit Akteuren aus Wissenschaft, Behörden und der Industrie – Standardmethoden für die Prüfung von Pflanzenschutzpräparaten hinsichtlich ihrer Nebenwirkungen auf Nützlinge.
Hassan war ein internationaler Netzwerker für Biologischen Pflanzenschutz. In Deutschland war er Gründungsmitglied und langjähriger Vorsitzender des Arbeitskreises Nutzarthropoden und entomopathogene Nematoden. International gründete er unter der Schirmherrschaft der IOBC-Global (International Organisation for Biological Control) die Arbeitsgruppe Trichogramma and other egg parasites, die sowohl durch regelmäßig ausgerichtete Konferenzen als auch die Egg Parasitoid News Wissenschaftler aus allen Ländern vernetzte. Ebenso war die langjährig von ihm geleitete Arbeitsgruppe Pesticides and Beneficial Organisms der IOBC-West Palaearctic Regional Section ein Gremium, das die Entwicklung von Standardprüfverfahren zur Bewertung der Nützlingsverträglichkeit von Pflanzenschutzmitteln sehr erfolgreich vorantrieb.
Die Ergebnisse der internationalen Zusammenarbeit für den nützlingsschonenden Einsatz von Pflanzenschutzmitteln sowie die Weiterentwicklung und Validierung auf internationaler Ebene sind in die Prüfrichtlinien der Zulassungsprüfung von Pflanzenschutzmitteln in Deutschland und in der Europäischen Union eingegangen.

## Mitgliedschaften und Ehrungen
- Deutsche Phytomedizinische Gesellschaft (DPG)
- Anton de Bary Medaille der DPG

## Publikationen (Auswahl)
- Biologische Schädlingsbekämpfung / [Text: Reinhard Albert; Sherif Ali Hassan; Gustav-Adolf Langenbruch]. Aid. [Hrsg. vom Aid-Infodienst Verbraucherschutz, Ernährung, Landwirtschaft e. V.], 8., überarb. Aufl. Verlag Bonn: AID 2003 ISBN 978-3-8308-0330-0
- Pflanzenschutz mit Nützlingen im Freiland und unter Glas / Zusammen mit Reinhard Albert und W. Martin Rost Stuttgart (Hohenheim) : Ulmer 1993 ISBN 978-3-8001-5138-7
- Maiszünslerbekämpfung mit Trichogramma / Sherif Ali Hassan; Friedrich Koch; Gottfried Neuffer. [Biolog. Bundesanst. für Land- u. Forstwirtschaft, Inst. für Biolog. Schädlingsbekämpfung, Darmstadt. Im Auftrage des Bundesministeriums für Ernährung, Landwirtschaft u. Forsten] Münster-Hiltrup: Landwirtschaftsverl.1984, ISBN 978-3-7843-0299-7
- Integrierter und biologischer Pflanzenschutz im Obstbau: deutsch-italienischer Workshop, 1. und 2. März 2001 = Integrated and biological control of pests in fruit orchards / hrsg. von der Biologischen Bundesanstalt für Land- und Forstwirtschaft Berlin und Braunschweig. Bearb. von Sherif A. Hassan ; Edison Pasqualini, Berlin : Parey 2002, ISBN 978-3-8263-3365-1
- Egg parasitoids: Cali, Colombia, Marsh 1998 / International Organisation for Biological Control. Hrsg. von der Biologischen Bundesanstalt für Land- und Forstwirtschaft, Berlin-Dahlem. Ed. by Sherif A. Hassan, Berlin : Parey 1998, ISBN 978-3-8263-3240-1